# 로비 그로스만
로비 그로스만 (풀네임 : Robert Edward Grossman, 1989년 9월 16일 ~ )은 미국 프로야구 아메리칸 리그 디트로이트 타이거스의 선수이다.
2008년 6라운드 174순위로 피츠버그 파이어리츠에 입단했다. 파워보다는 컨택 위주의 중장거리형 타자이다.

## 경력
2012년 7월 24일 완디 로드리게스와의 트레이드로 휴스턴 애스트로스로 이적했다. 2013년 4월 24일 시애틀 매리너스 전에서 메이저리그 데뷔를 하였다. 2013년과 2014년 200타석 이상을 뛰며 주전 자리를 꿰찼지만, 2015년 타율 .142 등 성적저하로 24경기밖에 출전하지 못하고 마이너에 전전하다 결국 11월 19일 팀에서 방출되었다. 한달 후 클리블랜드 인디언스와 마이너리그 계약을 맺지만 이듬해 2016년 메이저리그에 한 경기에도 오르지 못한채 5월 16일에 다시 방출되었다. 방출되자마자 미네소타 트윈스가 마이너리그 계약으로 데려갔고 메이저리그 승격 후 332타수 동안 타율 .280 11홈런 37타점을 기록하며 재기에 성공했다. 2018년 11월 30일 FA신분이 되어 2019년 2월 15일 오클랜드 애슬레틱스와 200만 달러 1년 단기 계약을 맺었다. 2019년 138경기에 출전해 4홈런 38타점 타율 .240을 기록해 장타율과 컨택면에서 모두 만족스럽지 못한 시즌을 보냈다. 그리고 2021년 2년 1000만 달러에 디트로이트 타이거스와 계약했다.

## 통산 성적
| 연 도          | 소 속          | 나 이          | 출 장 | 타 석 | 타 수 | 득 점 | 안 타 | 2 루 타 | 3 루 타 | 홈 런 | 타 점 | 도 루 | 도 실 | 볼 넷 | 삼 진 | 타 율 | 출 루 율 | 장 타 율 | O P S | 루 타 | 병 살 타 | 몸 맞 | 희 번 | 희 플 | 고 4 |
| -------------- | -------------- | -------------- | ----- | ----- | ----- | ----- | ----- | ------- | ------- | ----- | ----- | ----- | ----- | ----- | ----- | ----- | -------- | -------- | ----- | ----- | -------- | ----- | ----- | ----- | ---- |
| 2013           | HOU            | 23             | 63    | 288   | 257   | 29    | 69    | 14      | 0       | 4     | 21    | 6     | 7     | 23    | 70    | .268  | .332     | .370     | .702  | 95    | 2        | 2     | 5     | 1     | 0    |
| 2014           | HOU            | 24             | 103   | 422   | 360   | 42    | 84    | 14      | 2       | 6     | 37    | 9     | 3     | 55    | 105   | .233  | .337     | .333     | .670  | 120   | 7        | 2     | 3     | 2     | 1    |
| 2015           | HOU            | 25             | 24    | 54    | 49    | 7     | 7     | 2       | 0       | 1     | 5     | 0     | 0     | 5     | 17    | .143  | .222     | .245     | .467  | 12    | 0        | 0     | 0     | 0     | 0    |
| 2016           | MIN            | 26             | 99    | 389   | 332   | 49    | 93    | 19      | 1       | 11    | 37    | 2     | 3     | 55    | 96    | .280  | .386     | .443     | .828  | 147   | 3        | 2     | 0     | 0     | 0    |
| 2017           | MIN            | 27             | 119   | 456   | 382   | 62    | 94    | 22      | 1       | 9     | 45    | 3     | 1     | 67    | 79    | .246  | .361     | .380     | .741  | 145   | 6        | 3     | 2     | 2     | 0    |
| 2018           | MIN            | 28             | 129   | 465   | 396   | 50    | 108   | 27      | 1       | 5     | 48    | 0     | 1     | 60    | 83    | .273  | .367     | .384     | .751  | 152   | 2        | 2     | 2     | 5     | 0    |
| 2019           | OAK            | 29             | 138   | 482   | 420   | 57    | 101   | 21      | 3       | 6     | 38    | 9     | 4     | 59    | 86    | .240  | .334     | .348     | .682  | 146   | 7        | 1     | 0     | 2     | 2    |
| MLB 통산 : 7년 | MLB 통산 : 7년 | MLB 통산 : 7년 | 675   | 2556  | 2196  | 296   | 556   | 119     | 8       | 42    | 231   | 29    | 19    | 324   | 536   | .253  | .351     | .372     | .723  | 817   | 27       | 12    | 12    | 12    | 3    |

※ 2019년 시즌 종료 기준